# Krim oblast
Krim oblast var ett oblast inom Ryska SFSR åren 1945-54 och inom Ukrainska SSR 1954-1991.
Den 30 juni 1945 ombildades den Autonoma socialistiska sovjetrepubliken Krim till ett oblast inom Ryska SFSR. Ett dekret som stadfäste detta samt deportationerna av krimtatarer utfärdades den 25 juni 1946.
I Jalta på södra Krim hölls i februari 1945 Jaltakonferensen mellan de allierade ledarna Churchill, Roosevelt och Stalin i andra världskrigets slutskede.
Den 19 februari 1954 överfördes Krims oblast från RSFSR till Ukrainska SSR, enligt Högsta sovjets dekret på grund av "geografisk, ekonomisk och kulturell närhet till Ukraina". Överlåtelsen presenterades av den ukrainskt uppväxte sovjetledaren Nikita Chrusjtjov som en gåva till ukrainarna.
Det var då en betydelselös gest inom ramen för Sovjetunionen. Den hade dock en viktig historisk bakgrund. Man ville hugfästa årsdagen 300 år efter fördraget i Perejaslav 1654 och unionen som då ingicks mellan zaporozjjekosackernas ledare, Bogdan Chmelnitskij och Tsarryssland, så att Lillryssland (en del av dagens Ukraina) övergick från Polen till Tsarryssland.
Överlämnandet bröt mot de dåvarande konstitutionerna för RSFSR (från 1937) och Sovjetunionen (från 1936). De instanser inom RSFSR som fattade besluten hade enligt republikens dåvarande grundlag inga befogenheter för att göra detta. Enda sättet att ändra RSFSR:s territorium skulle ha varit en folkomröstning inom RSFSR, vilket inte genomfördes. Staden Sevastopol hade dessutom genom en ukas den 29 oktober 1948 klassats som underställt republikanskt styre (d.v.s. direkt under Moskva) och hade egen administration och budget. Enligt den ryska sidan idag omfattades inte Sevastopol av överlämnandetexten från 1954.
Efter Sovjetunionens upplösning förklarade Ryska parlamentet Sevastopol som ryskt territorium, ett beslut som ogiltigförklarades både av Rysslands då nya president Boris Jeltsin och av FN:s säkerhetsråd. Slutgiltigt blev Sovjetunionen uppdelat så att de tidigare sovjetrepublikerna blev nya självständiga nationer och Krim blev därmed en del av det nya landet Ukraina.
Krimtatarerna återfick gradvis vissa av sina rättigheter efter Stalins död 1953. Slutligen fick de den 5 september 1967 officiellt erkännande och var då inte längre att betraktas som förrädare. Då var flertalet bosatta i Uzbekiska SSR och de fick inte lov att återvända till Krim förrän den 14 november 1989. På fyra år återvände cirka 250 000 krimtatarer, vilket är ungefär hälften av det totala antalet i det forna Sovjet.

## Källa
1. ↑  Complete Destruction of National Groups as Groups: The Crimean Turks
2. ↑  The Transfer of the Crimea to the Ukraine
3. ↑  Ukraine Cognita: Ukrainian Crimea. Half a century or more?[död länk]
4. 1 2  Krimhalvön ett ryskt stridsäpple i Ukraina - SVD
5. ↑  Pohl, J. Otto, The Deportation and Fate of the Crimean Tatars